# إس في تي بلاي
إس في تي بلاي هي العلامة التجارية لالتلفزيون السويدي لبث خدمة فيديو حسب الطلب وتحديدًا خدمات البث المعروضة على موقع svt.se، ونظيرتها للهواتف المحمولة.